# Adisak Klinkosoom
Adisak Klinkosoom (thailändisch อดิศักดิ์ ไกรษร, * 18. August 1992 in Lop Buri) ist ein thailändischer Fußballspieler.

## Karriere

### Verein
Adisak Klinkosoom erlernte das Fußballspielen in der Schulmannschaft der JMG Academy sowie in der Jugendmannschaft des Erstligisten Muangthong United. Hier unterschrieb er 2010 auch seinen ersten Profivertrag. In seiner ersten Saison feierte er mit SGC die Meisterschaft. Die komplette Saison 2012 wurde er an den Erstligisten Port FC ausgeliehen. Am Ende der Saison stieg Port in die Zweite Liga ab und Adisak kehrte wieder zu Muangthong zurück. Die Rückserie 2013 erfolgte eine Ausleihe an den Ligakonkurrenten Chainat Hornbill FC nach Chainat. Nach Ende der Ausleihe wurde er 2014 von Chainat fest bis 2016 verpflichtet. Nach insgesamt 40 Spielen für Chainat wechselte er 2017 nach Ratchaburi zum Ligakonkurrenten Ratchaburi Mitr Phol. Hier kam er die Hinserie nicht zum Einsatz. Zur Rückserie ging er nach Ubon Ratchathani und schloss sich den ebenfalls in der ersten Liga spielenden Ubon UMT United an. Ende 2017 wurde sein Vertrag in Ubon nicht verlängert. Bis Juni 2018 war er vereinslos. Im Juli 2018 nahm in der Erstligist Chiangrai United unter Vertrag. Nach einem Jahr wurde der Vertrag im Juni 2019 aufgelöst. Von Juli 2019 bis Dezember 2020 war er vertrags- und vereinslos. Anfang 2021 nahm ihn der Sisaket FC unter Vertrag. Der Verein aus Sisaket spielte in der zweiten Liga. Mitte des Jahres folgte dann der Wechsel zum Drittligisten Patong City FC. Im Sommer 2022 ging er nach Trat, wo ihn Zweitligist Trat FC unter Vertrag nahm. Am Ende der Saison 2022/23 feierte er mit Trat die Vizemeisterschaft und den Aufstieg in die erste Liga. Am Ende der Saison 2023/24 belegte er mit Trat den letzten Tabellenplatz und musste somit in die zweite Liga absteigen.

### Nationalmannschaft
2011 spielte Adisak Klinkosoom neunmal in der thailändischen U19-Nationalmannschaft. Fünfmal trug er 2013 das Trikot der U-23.

## Erfolge
Muangthong United
- Thailändischer Meister: 2010

Chiangrai United
- Thailändischer Pokalsieger: 2018
- Thailändischer Ligapokalsieger: 2018

Trat FC
- Thailändischer Zweitligavizemeister: 2022/23  ▲